# 九龍灣

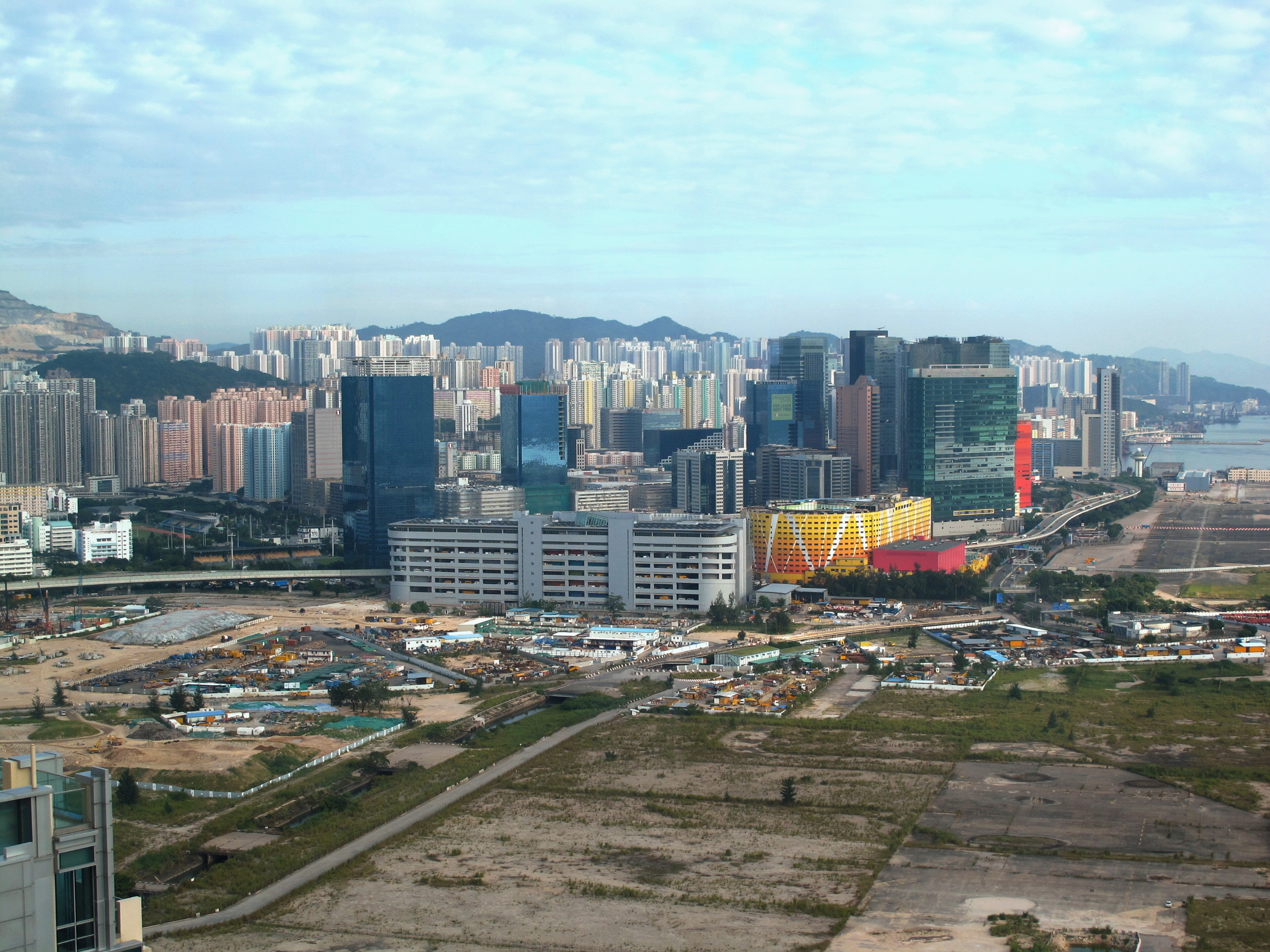
2010年的九龍灣

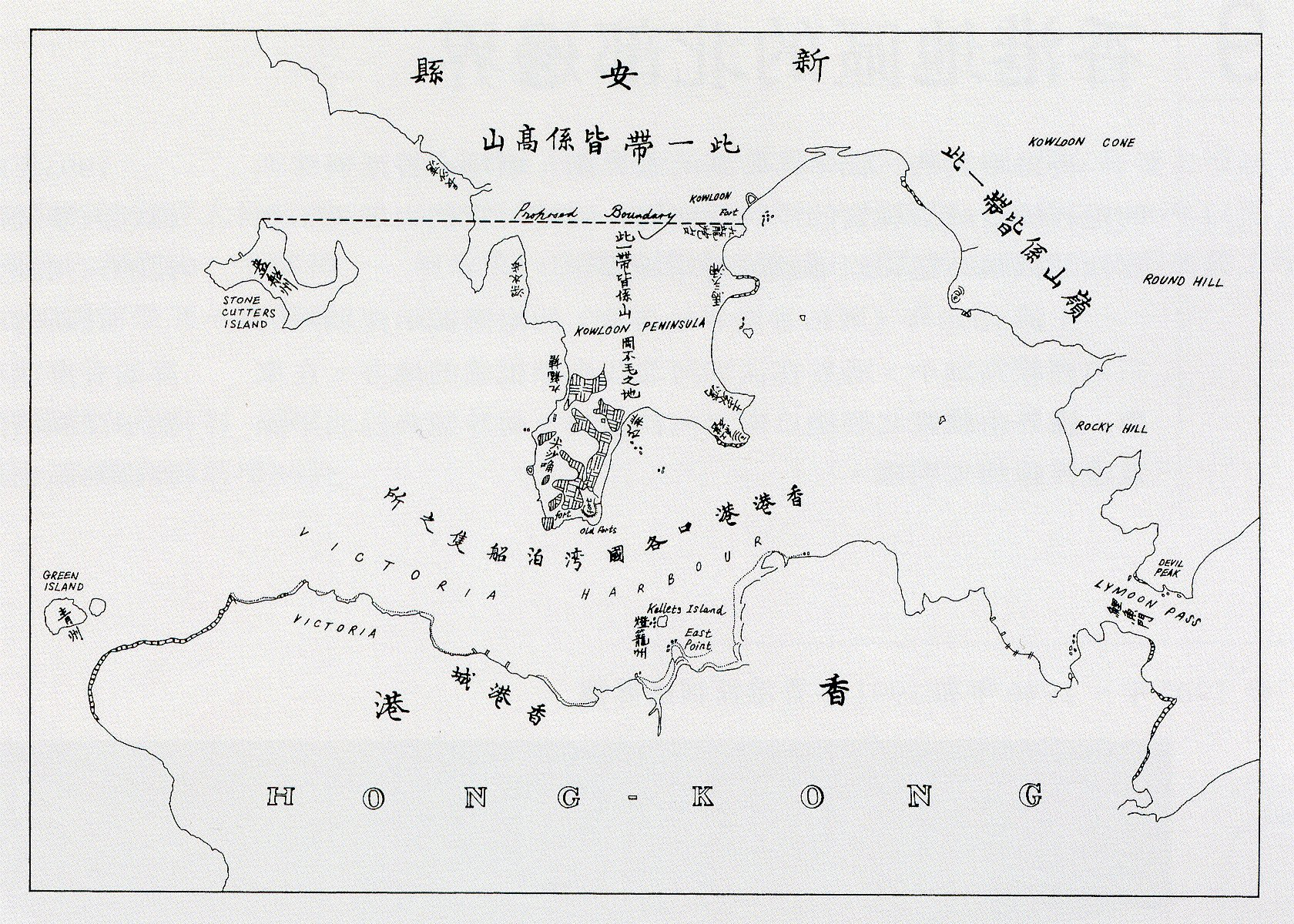
《北京條約》中國割讓予英國的九龍半島部份，九龍灣位於九龍半島東北面

1959年的九龍灣和剛擴充的啟德跑道

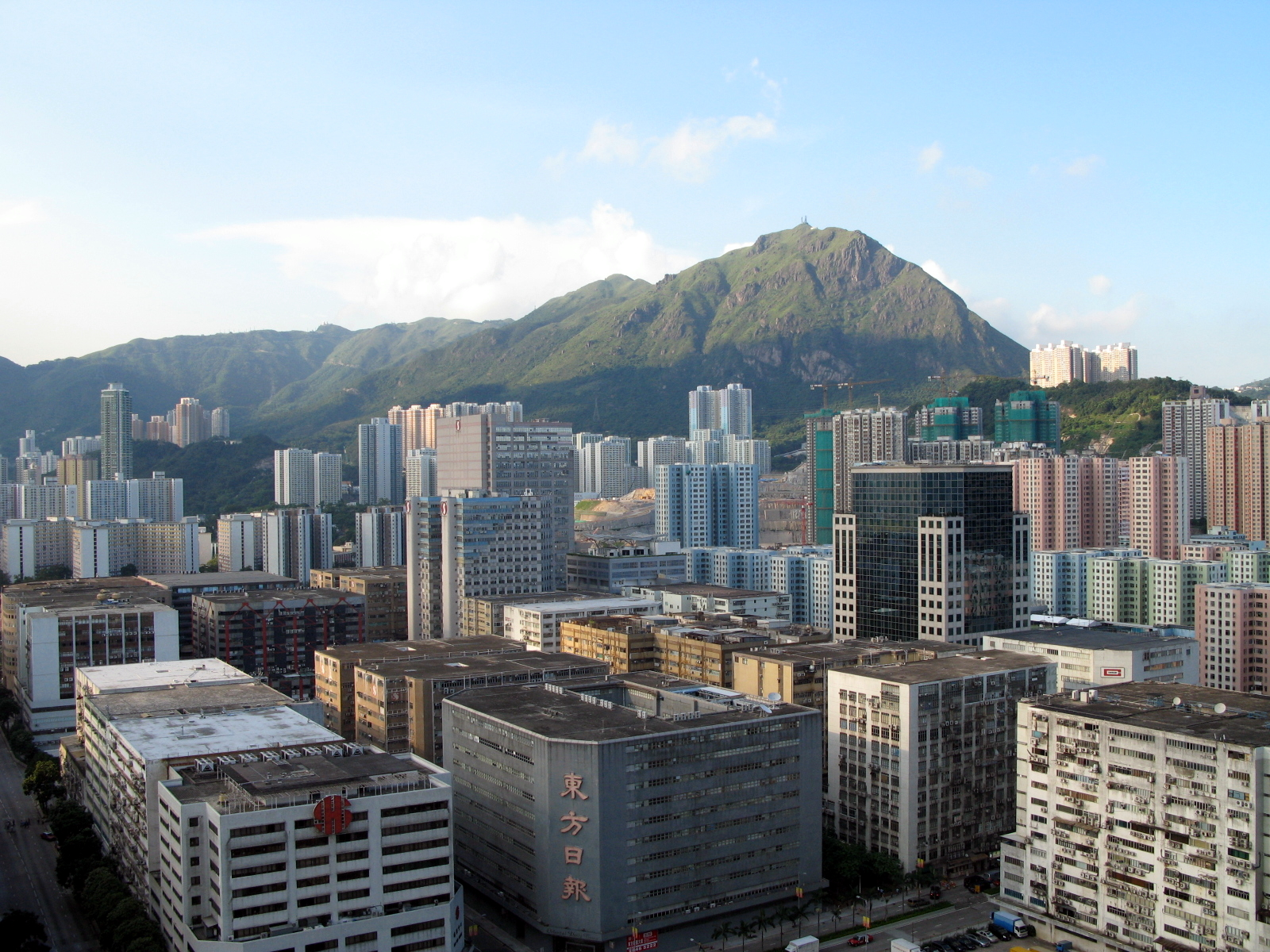
九龍灣

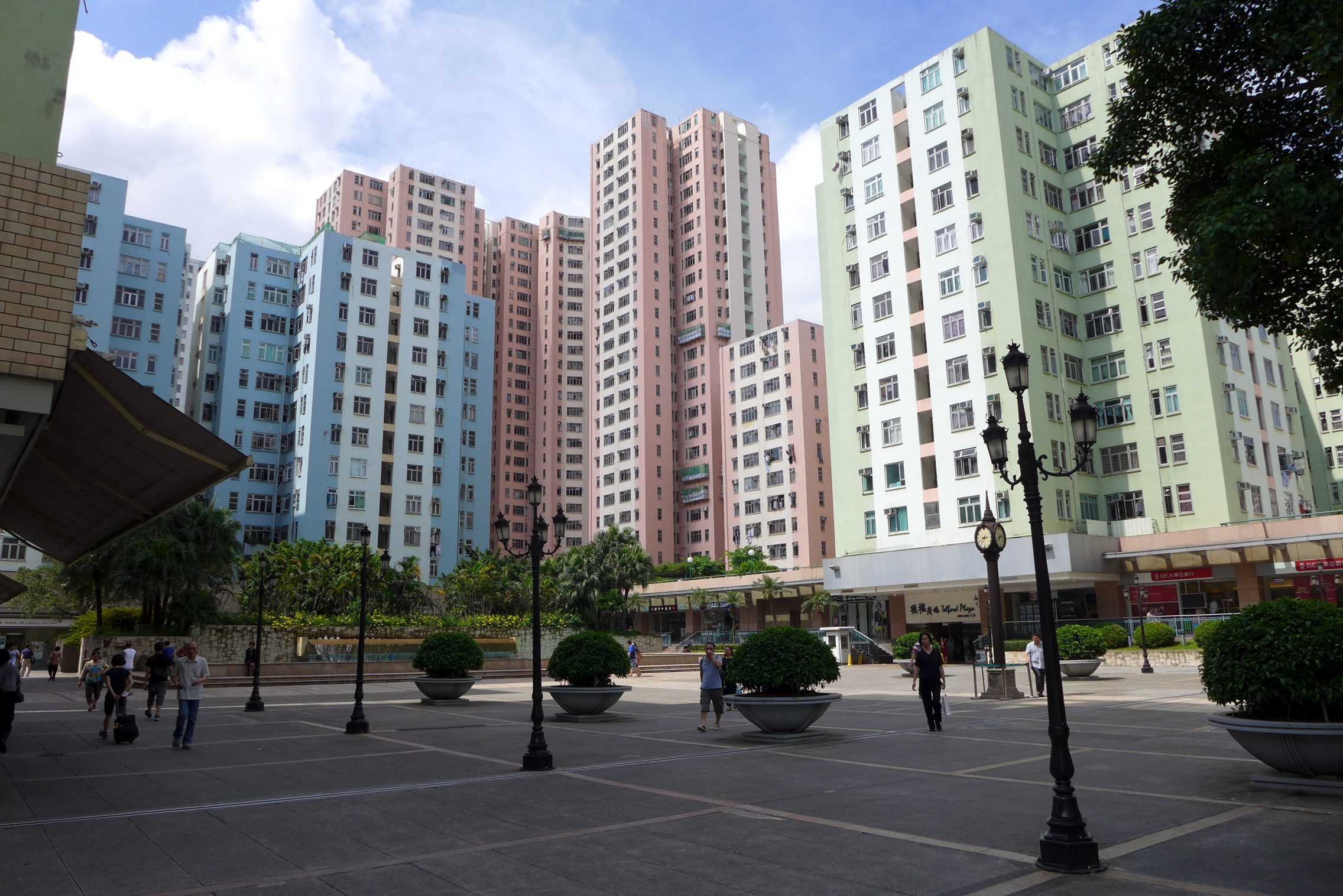
德福花園

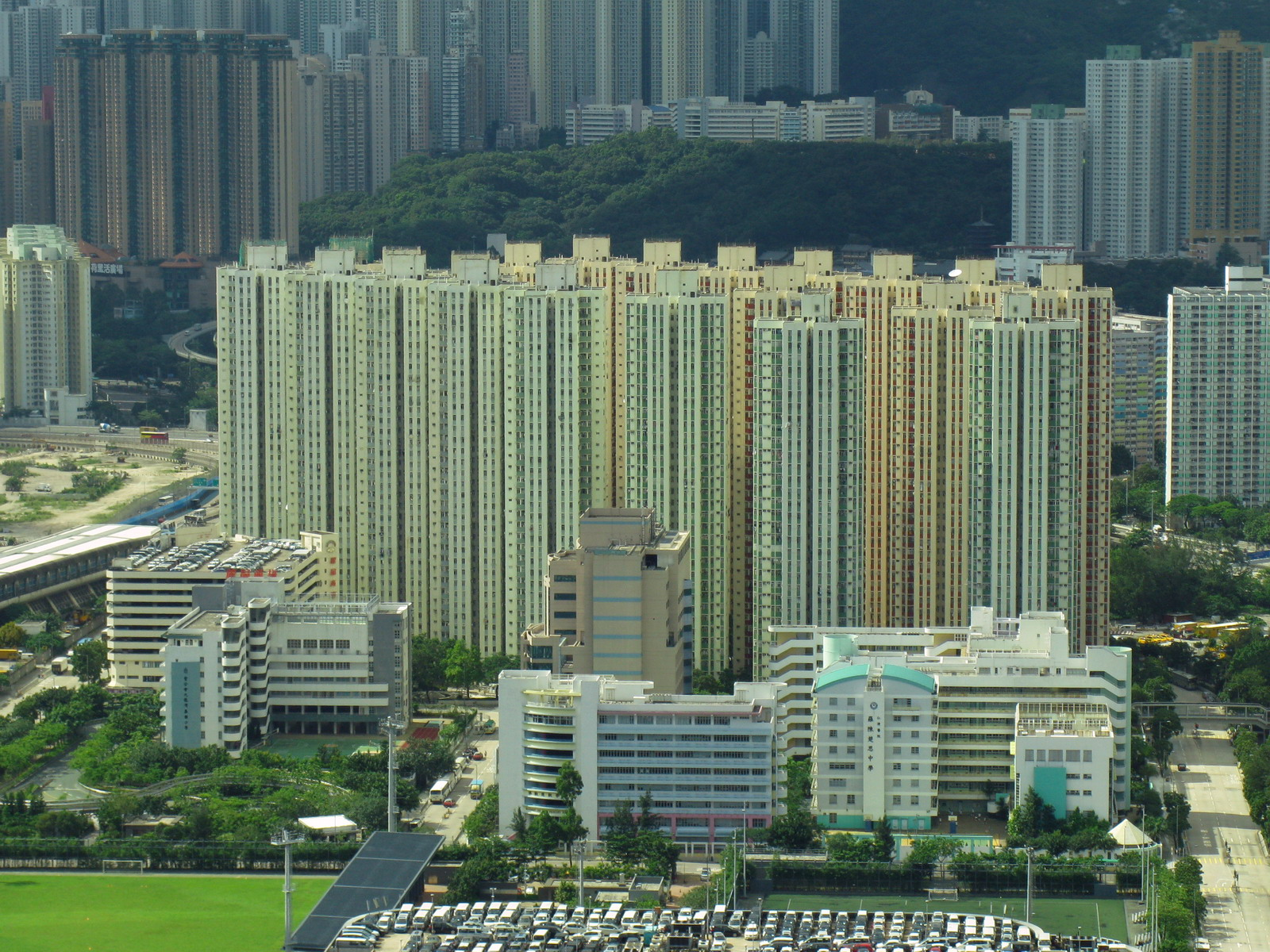
麗晶花園

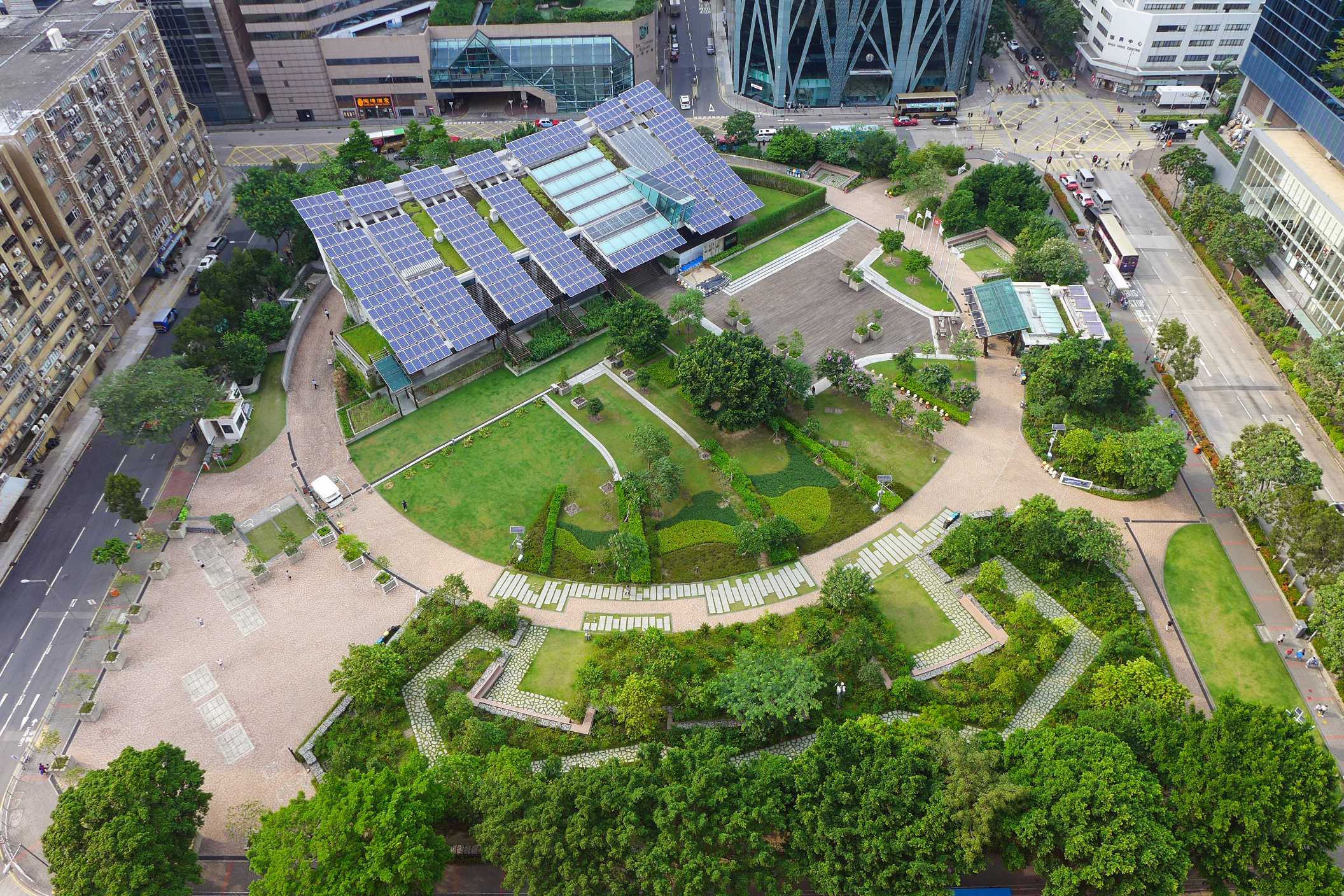
零碳天地

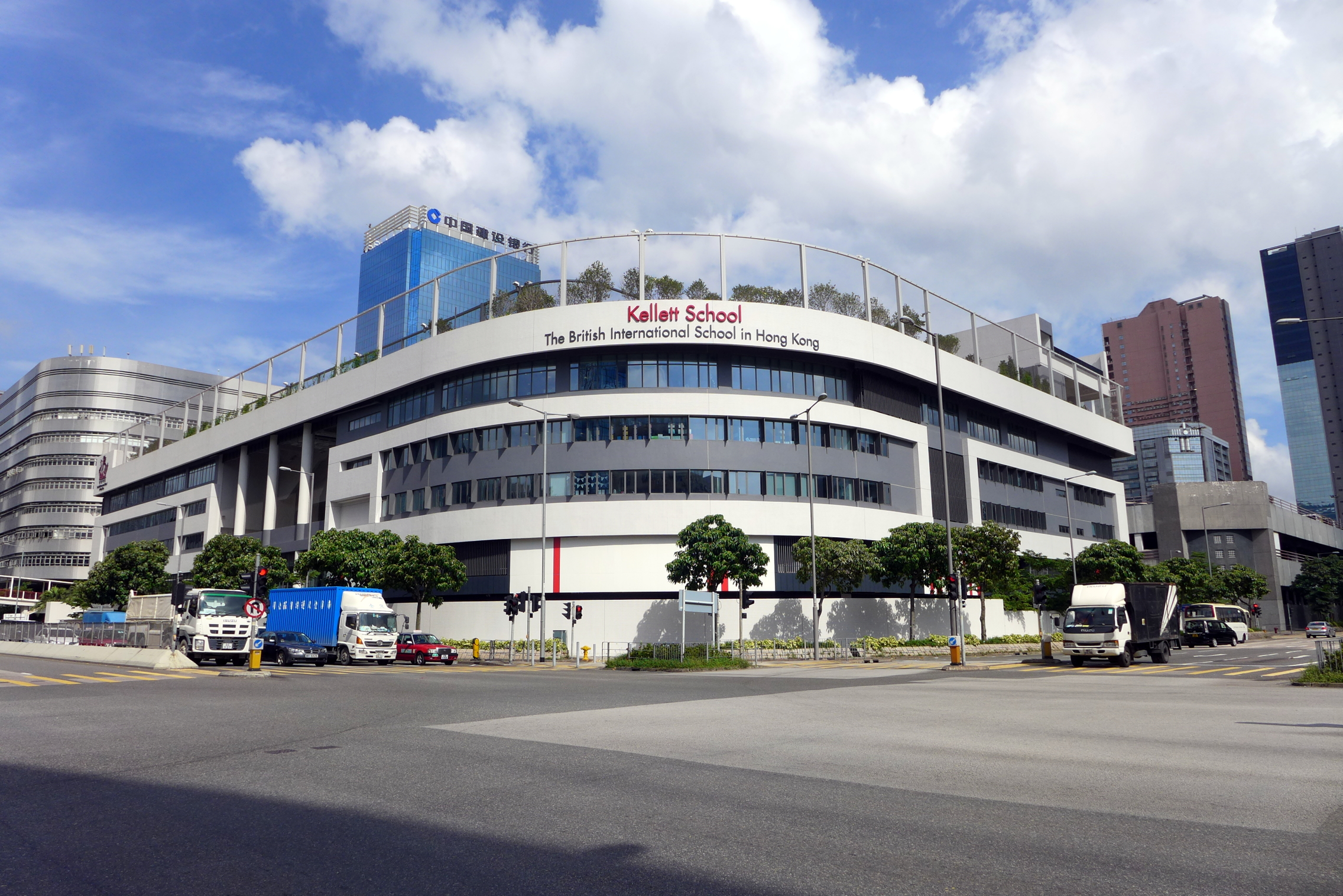
區內唯一國際學校啟歷學校 Kellett School（Kowloon Bay）於2015年開幕

九龍灣原指香港九龍半島東面的海灣，泛指紅磡至觀塘之間一帶海域，屬維多利亞港的一部份。經大幅填海工程興建啟德機場後，原有海灣面積大幅縮小，現時「九龍灣」之名通常是指原海灣東面一帶，位置為牛池灣以南，牛頭角以西，東面接壤觀塘道及觀塘商貿區。自政府填海造地起，建成的陸地命名為「九龍灣」，現在主要為工商業用地，也有少量住宅區。其中住宅得寶花園和淘大花園雖然離九龍灣地鐵站較近但政府郵寄地址屬於牛頭角。

## 歷史
宋朝年間，政府在九龍灣沿岸經營鹽田，名為「官富場」，鹽場一路延伸至尖沙咀及茶果嶺。直到清朝因康熙立遷界令，居民須逼遷而一帶鹽場遭廢棄。

### 填海工程
1910年代何啟爵士和區德在九龍灣北岸現時太子道一帶的九龍灣範圍填海，擬發展花園城市住宅區，其後卻因罷工浪潮和經濟衰退致工程未能完成。英軍其後輾轉租用該地作臨時機場，同時在附近開辦航空學校，最後香港政府決定收購土地並完成填海，再正式發展成空軍機場，其後更發展為啟德機場。
1950年代港府在日佔時期擴建啟德機場的基礎下，決定把啟德擴建為現代化機場，在九龍灣海面填出一條超過三公里長的現代化機場跑道。直到1970年代，觀塘衛星城市和牛頭角填海工程陸續完成，餘下九龍灣部份就同步從牛頭角及啟德近九龍城的停機坪兩端迎頭進行填海，工程於1973至1974年度完成，部分土地曾被劃作若干個臨時房屋區，其中以1975年設立的九龍灣臨時房屋區幅員最廣。
隨著工業轉型及商業發展，填海地段於1981年起用作啟德機場停機坪和貨運區、九龍灣工業區、九龍灣貨物起卸區和牛頭角工業區等用途，北面亦成麗晶花園及啟業邨一帶的住宅區，而由地鐵九龍灣車廠上蓋德福花園則成為區內重心。至於原有的臨時房屋區則於1991至1999年間被政府收回作土地拍賣，並發展為多幢商貿樓宇，以及各式政府、機構或社區用地。
1990年代政府為未來因機場搬遷而空置的啟德用地作出多項規劃研究，曾建議填平九龍灣及跑道之間的水域以提供更多土地發展。至2000年代受到中環及灣仔填海計劃的司法覆核影響，規劃署檢討《啟德發展計劃》，以「不填海」原則規劃啟德和九龍東的未來發展。
2020年代：預計落成的中九龍幹線，其穿過九龍灣海底約370米長的的隧道部份將會以臨時填海方式建造，以保護維多利亞港的完整。

## 地理位置
現在九龍灣的範圍在牛頭角旁，由港鐵九龍灣站至牛頭角站（觀塘道）沿線以東部分到海邊的填海地，也可泛稱為九龍灣商業區。而該區域以西的舊啟德機場跑道及停機坪等設施，亦是從九龍灣的海灣填海得來。

## 概況

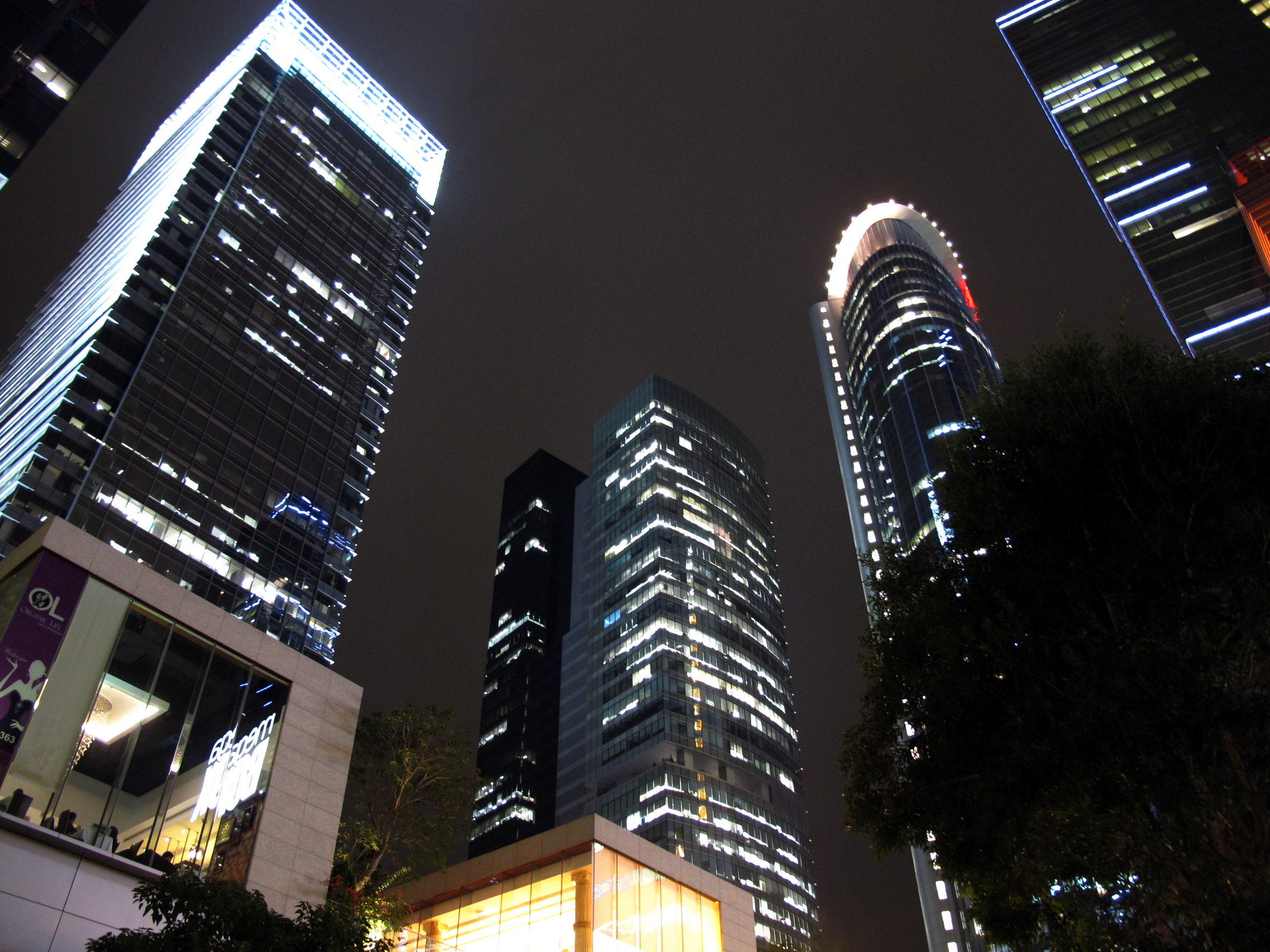
九龍灣商業區建築

九龍灣商貿區大部分土地為新填海區，因九龍灣毗連舊啟德機場，因此有大量物流公司於工廈設置倉庫，不過機場關閉後，物流、倉庫等工業也遷移到葵涌、青衣等地區。九龍灣設有港鐵九龍灣站，亦有港鐵車廠，位於德福花園之下，為列車提供清洗、測試、維修的地方，而港鐵公司的總部大樓亦建在車廠上蓋。
部份香港政府機關在九龍灣設置總部，包括機電工程署總部大樓、香港輔助警察隊總部，郵政署亦於2013年在該處設立中央郵件中心。附近亦有九龍灣運動場、公園、體育館等公共設施。
九龍灣國際展貿中心曾是香港主要的國際商品展覽會場之一，附設的辦公室亦可作不同產品陳列室之用。國際展貿中心曾舉辦不同的國際展覽，亦會不時舉辦演唱會，惟因重建而於2024年6月30日關閉。
此外區內亦有主要傳媒機構進駐，包括香港電視娛樂有限公司（HKTVE），旗下頻道ViuTV亦在此興建廠房。
2007年大型購物中心 MegaBox 開幕後，改變了九龍灣作為工廠、物流倉庫的印象。MegaBox 商場樓高18層，佔地達110萬平方呎，是觀塘區最大型的購物商場，當中的大型商戶有宜家傢俬、AEON、IMAX 影院等。區內的寫字樓自2006年起不斷增建，包括企業廣場三期、國際交易中心、Manhattan Place、傲騰廣場及億京中心等，成為東九龍新商業中心。
2012年香港首座零碳建築零碳天地落成，為香港政府宣布《起動九龍東》計劃後，成為九龍東首批標誌性項目之一。
九龍灣也有一些住宅區，其中最大型的是九龍灣站上蓋的德福花園。

## 主要建築
| - 德福花園 - 淘大花園 - 得寶花園 - 啟業邨 - 啟泰苑 - 麗晶花園 - 宏緻苑（建築中） - 宏勵苑（建築中） - 德福廣場 - 淘大商場 - MegaBox - 企業廣場 - 國際交易中心 - Manhattan Place - 一號九龍（One Kowloon） - 億京中心，位於宏光道1號 - 中國建設銀行中心（前稱東匯18） - 恩浩國際中心 - 啓匯（前稱傲騰廣場） - 宏天廣場 - 高銀金融國際中心 - 周大福保險中心 - 金利豐國際中心 | - 機電工程署總部大樓 - 香港輔助警察隊總部 - 香港郵政中央郵件中心，位於宏展街1號 - 香港郵政大樓，位於宏基街8號 - 九龍灣運動場 - 九龍灣體育館 - 九龍灣公園 - 零碳天地，位於常悅道，MegaBox 對面 - 九龍灣健康中心 - 仁濟醫院羅陳楚思中學 - 佛教慈敬學校 - 天主教柏德學校 - 聖公會九龍灣基樂小學 - 九龍灣聖若翰天主教小學 - 香港布廠商會朱石麟中學 - 滙基書院（擬建） - 中華基督教會基華幼稚園 （页面存档备份，存于） - 粵南信義會腓力堂啓業幼兒學園 （页面存档备份，存于） - 香港小童群益會樂緻幼稚園（九龍灣） （页面存档备份，存于） - 香港大學專業進修學院九龍東分校 - 香港伍倫貢學院德福分校 - 職業訓練局九龍灣大樓 - 建造業議會訓練學院九龍灣訓練中心 - 德福幼稚園暨幼兒園 - 啟歷國際學校 - 真理浸信會幼稚園（擬遷入） |

### 實景

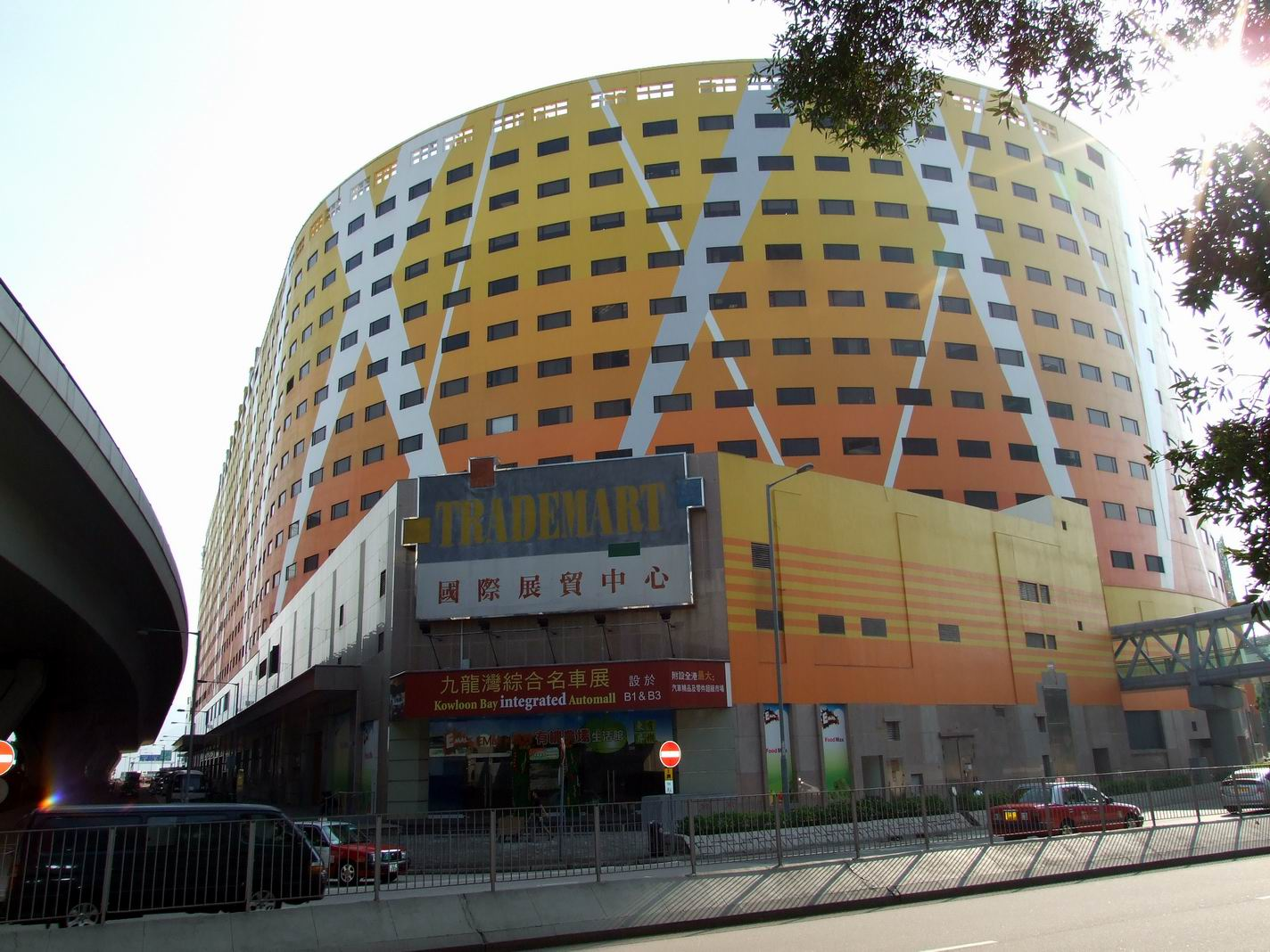
九龍灣國際展貿中心及 EMax
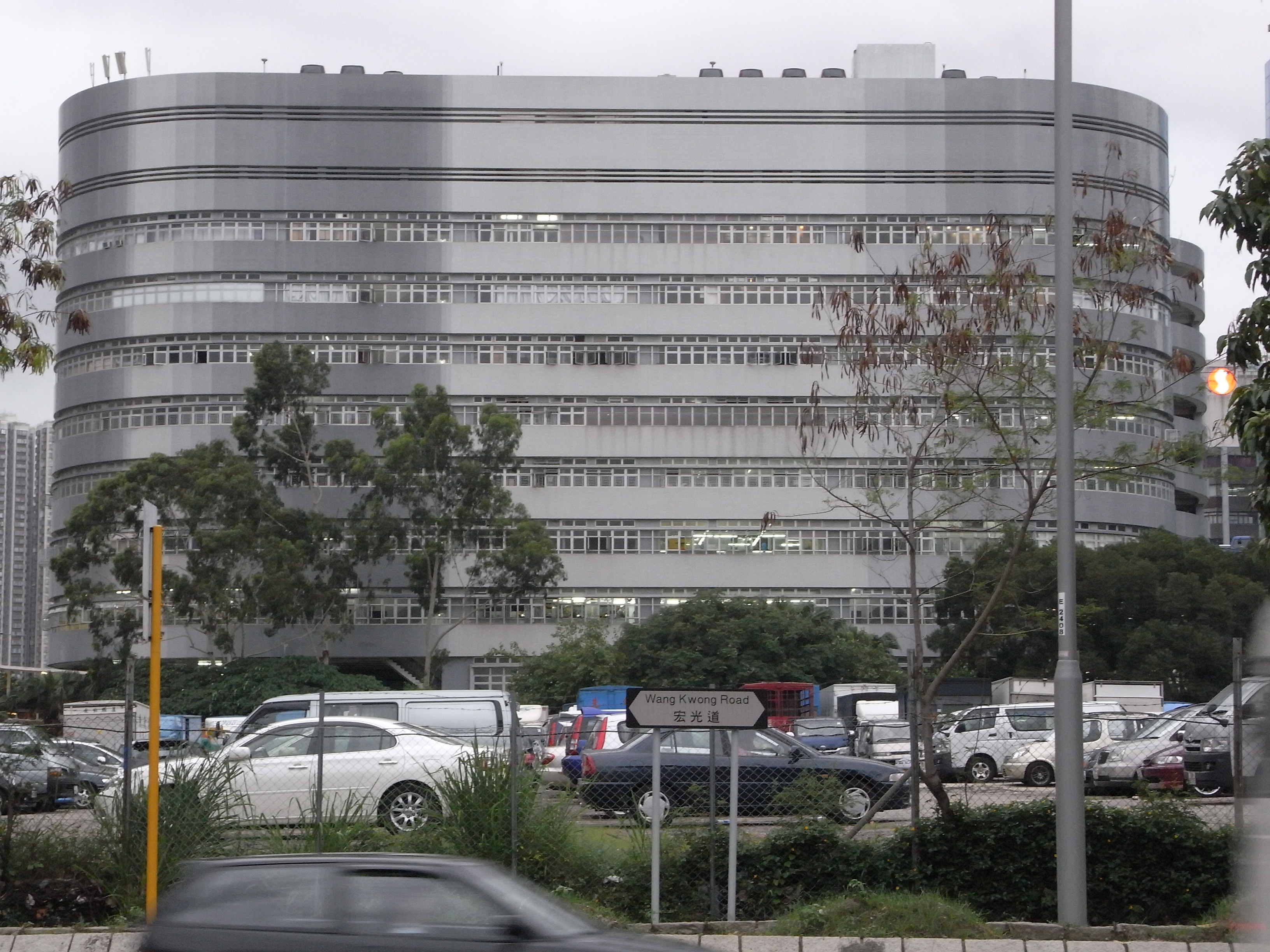
大昌行集團大廈
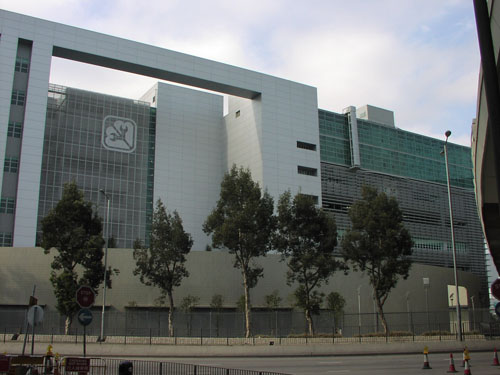
機電工程署總部大樓
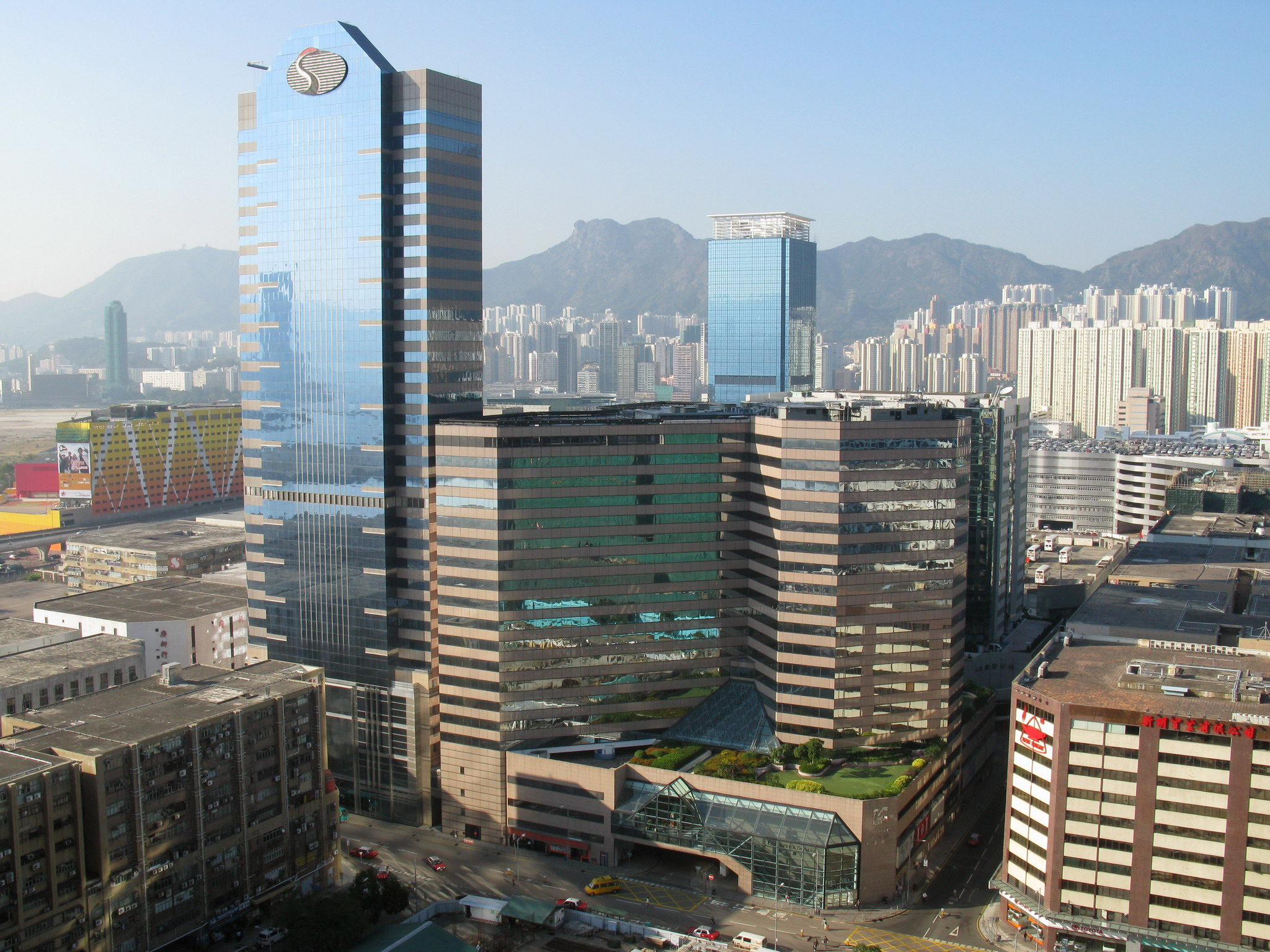
企業廣場
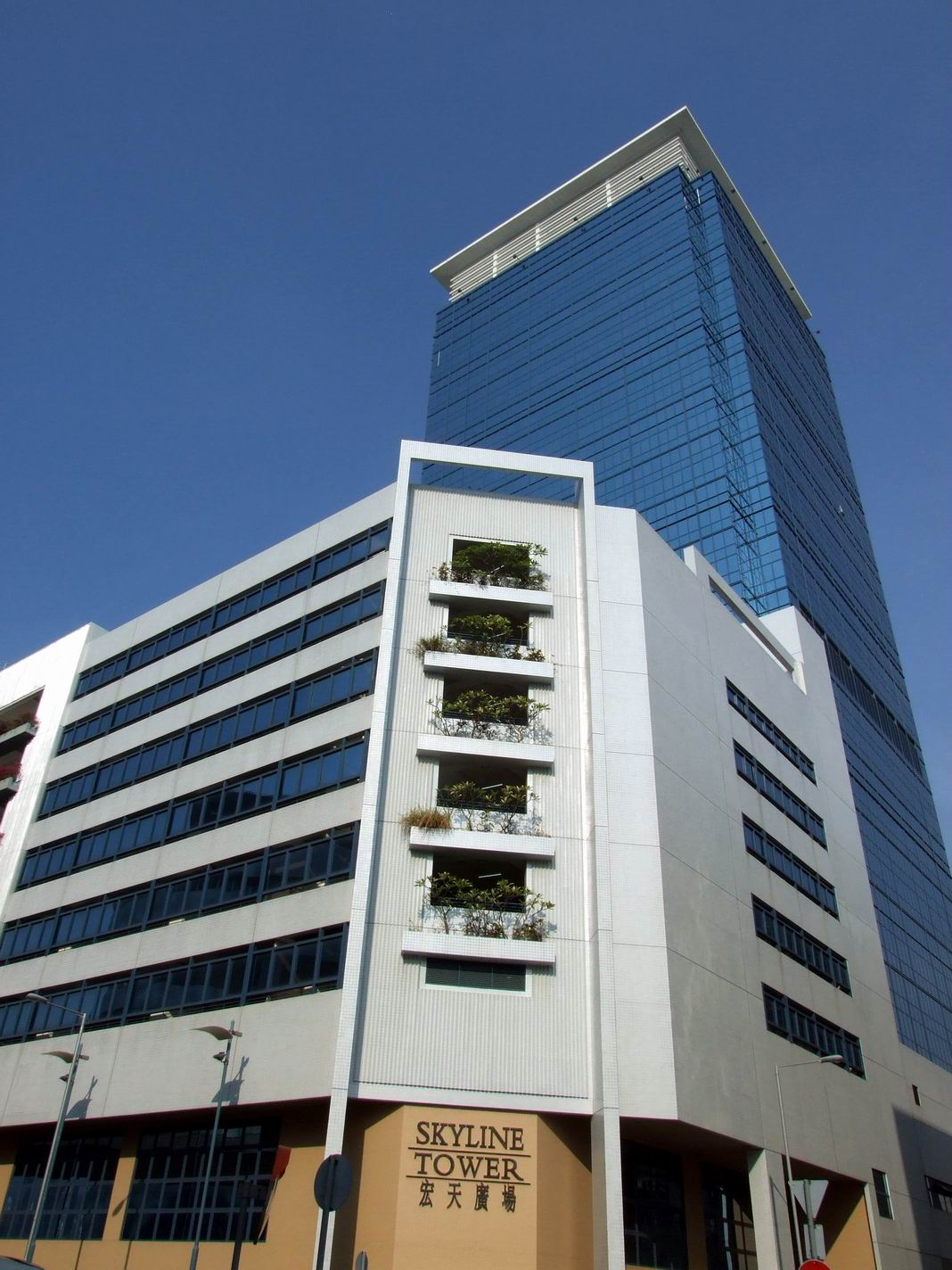
宏天廣場
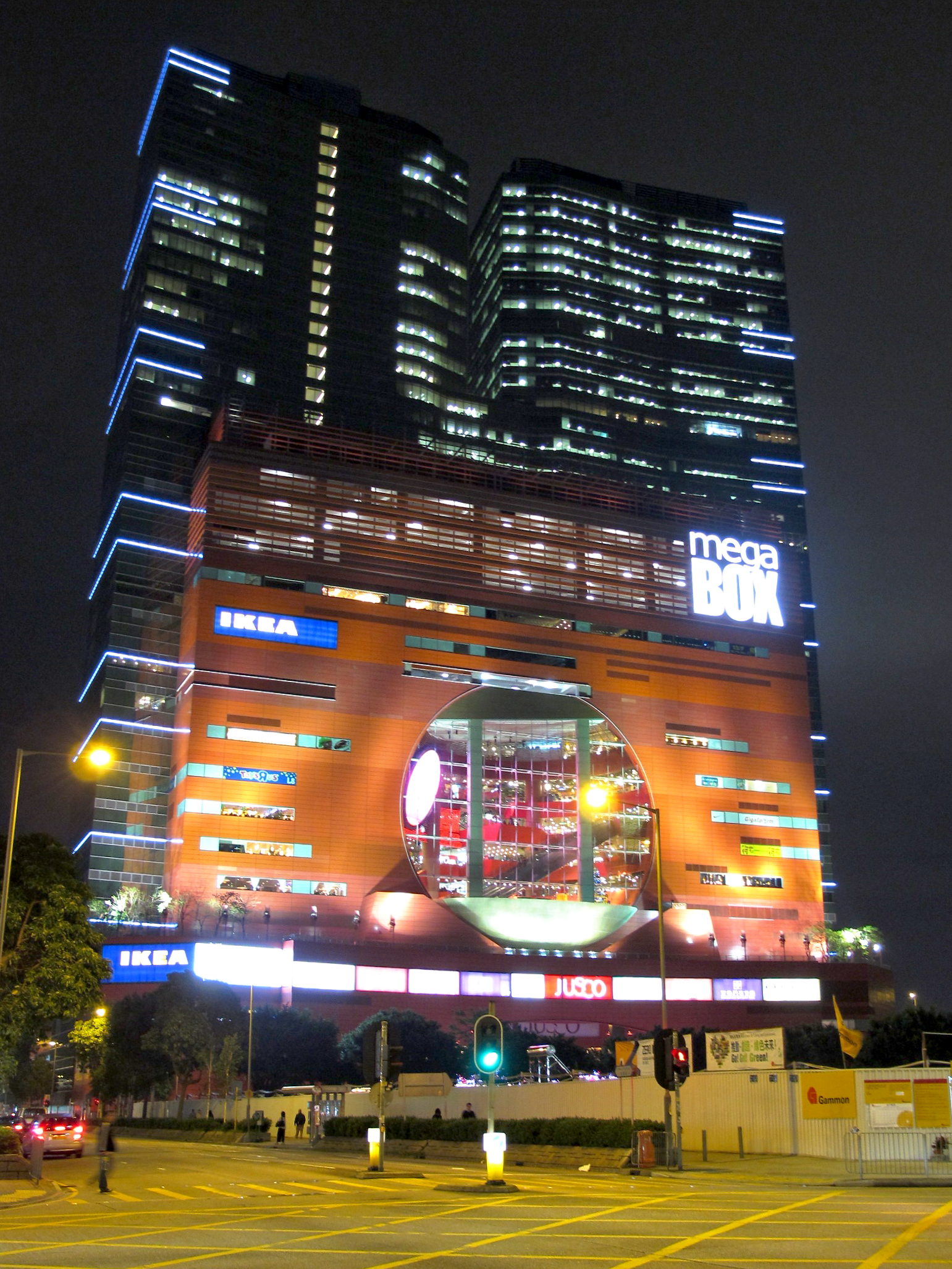
企業廣場五期及 MegaBox

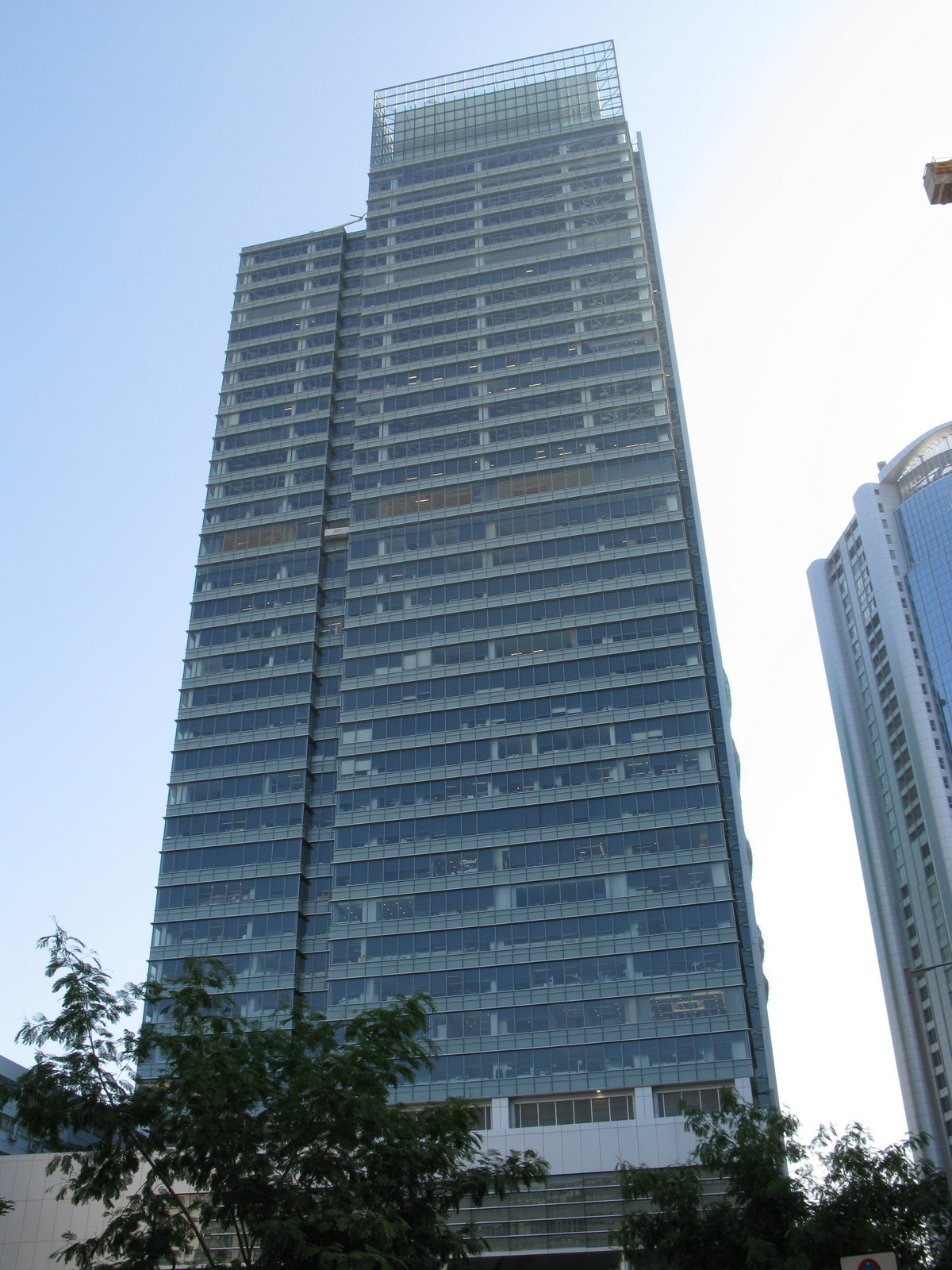
一號九龍
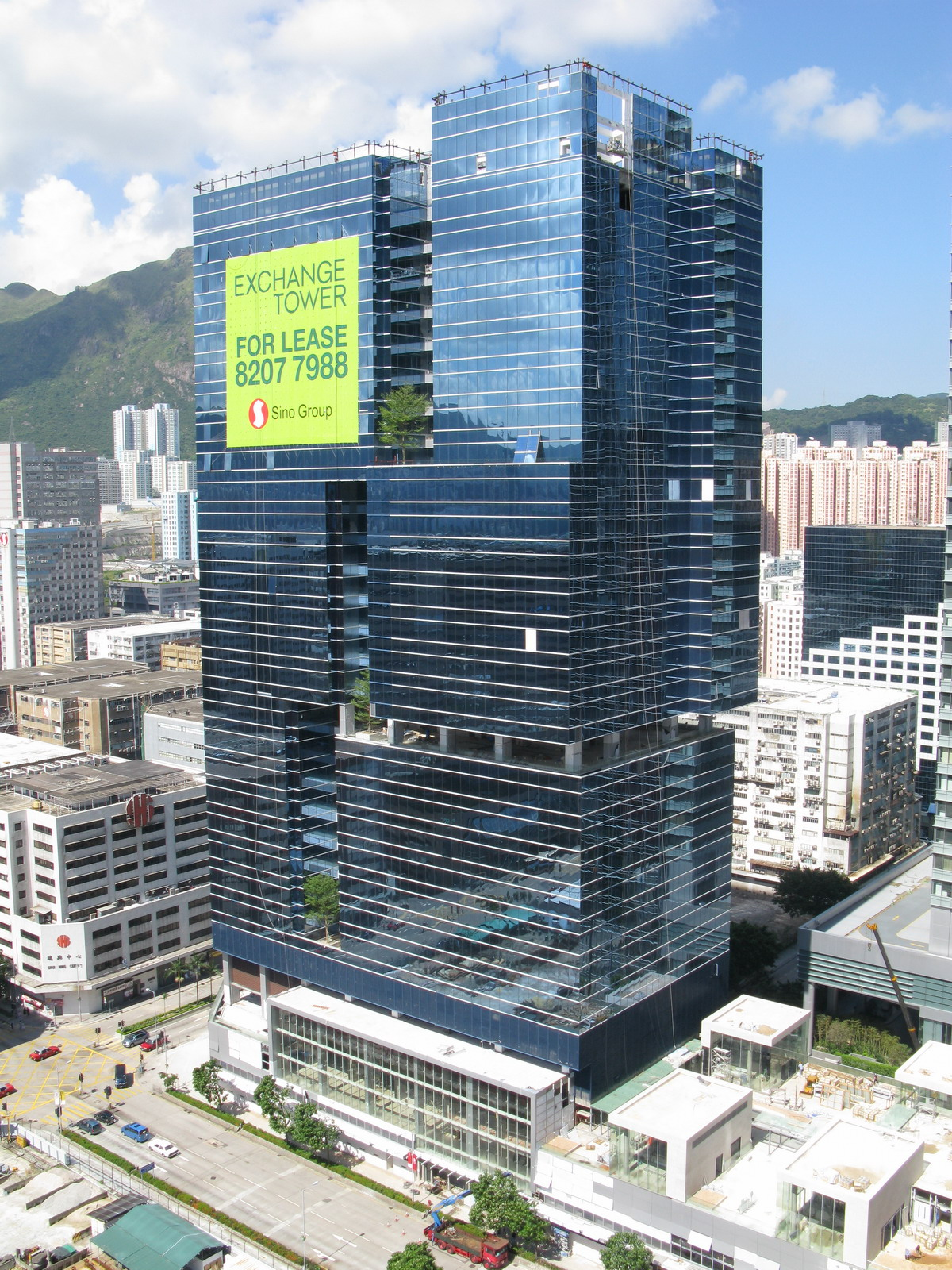
國際交易中心
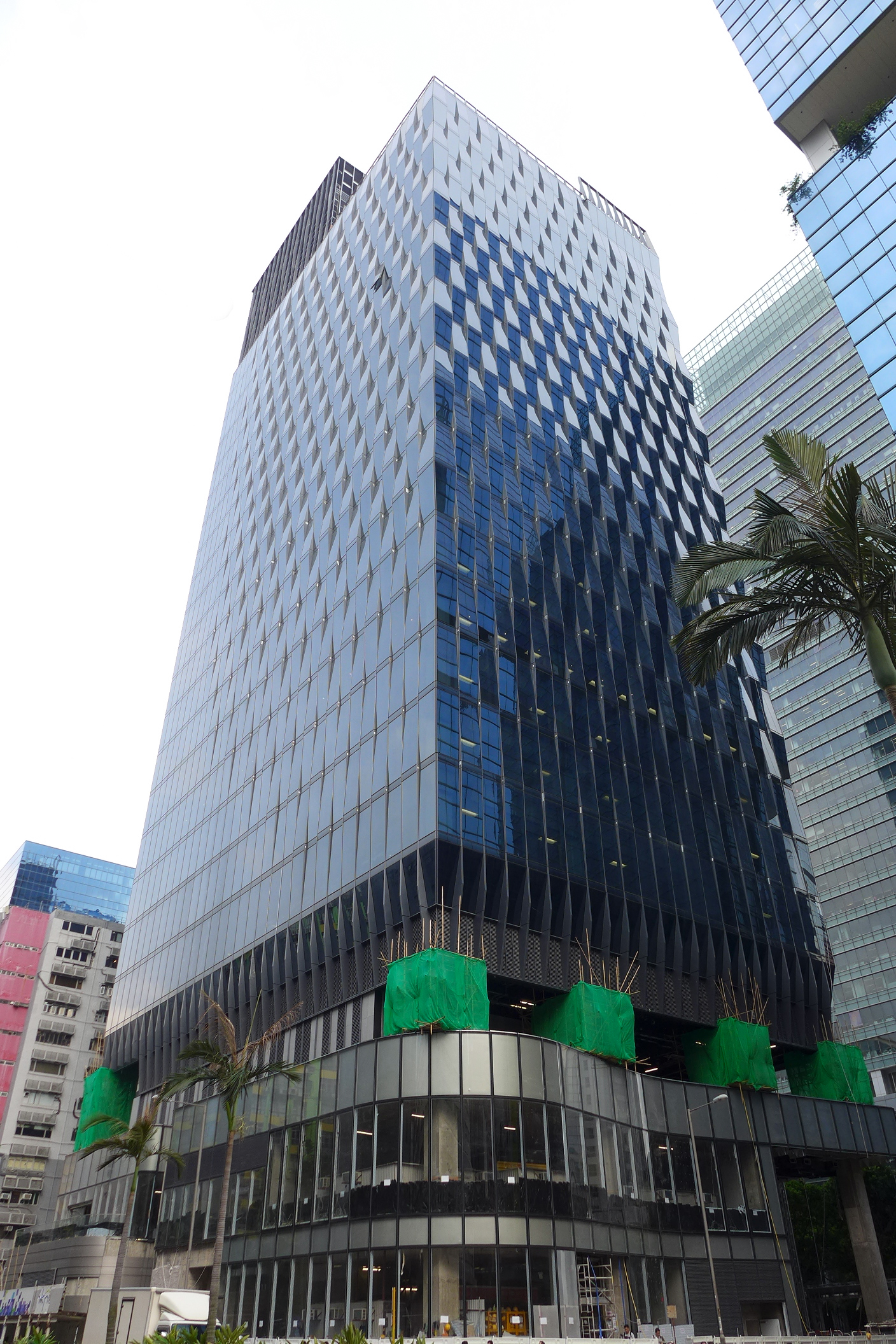
周大福保險中心
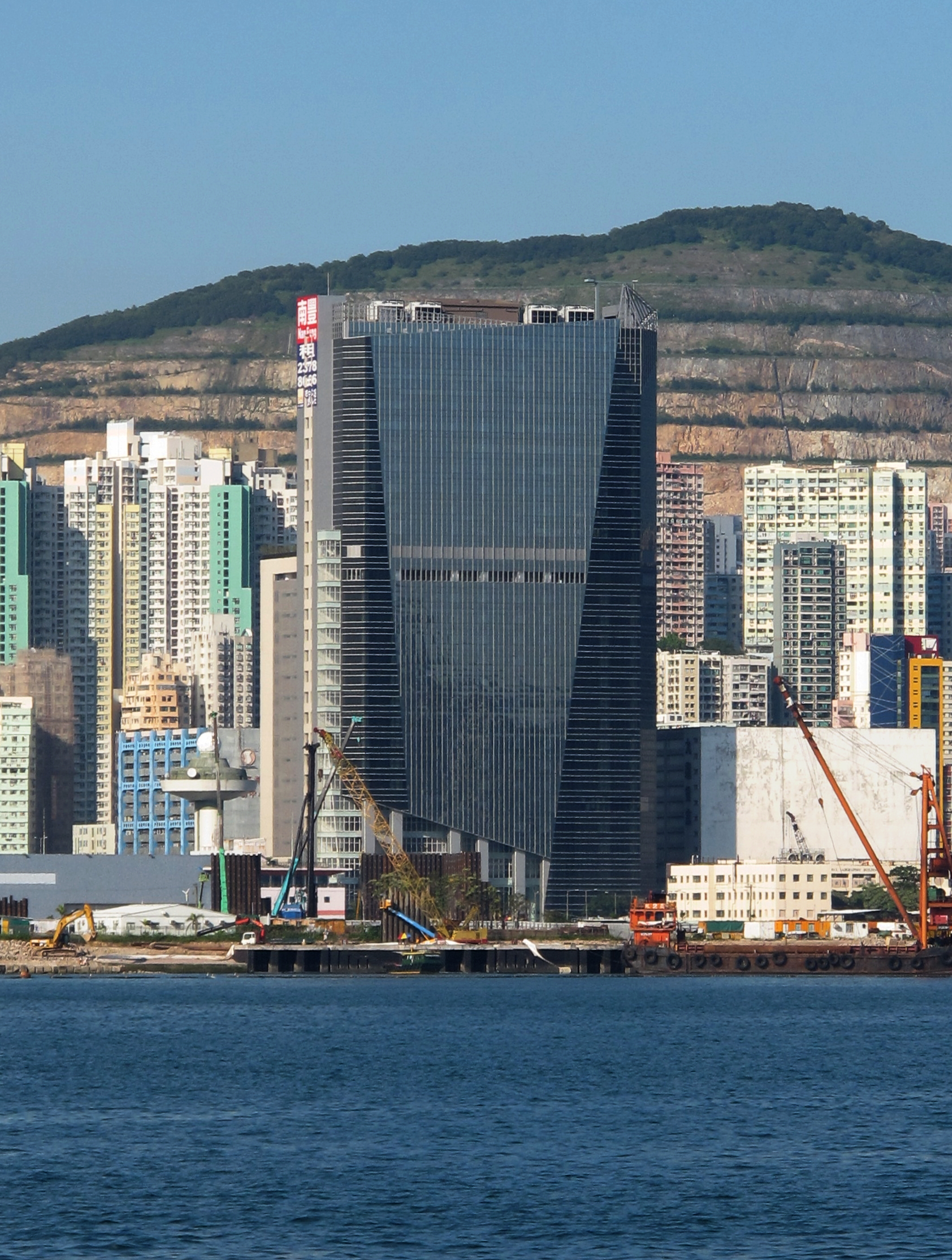
傲騰廣場
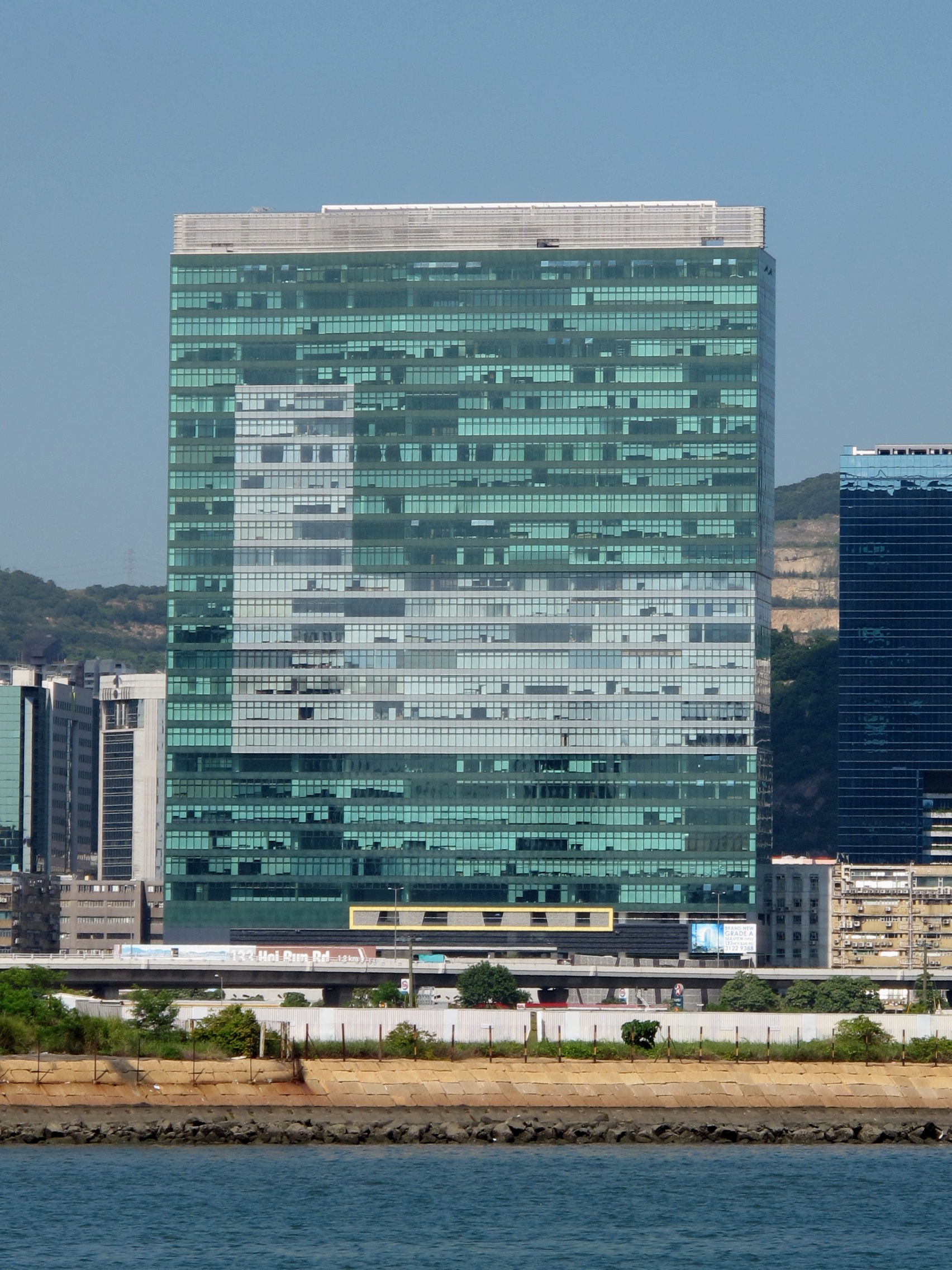
億京中心
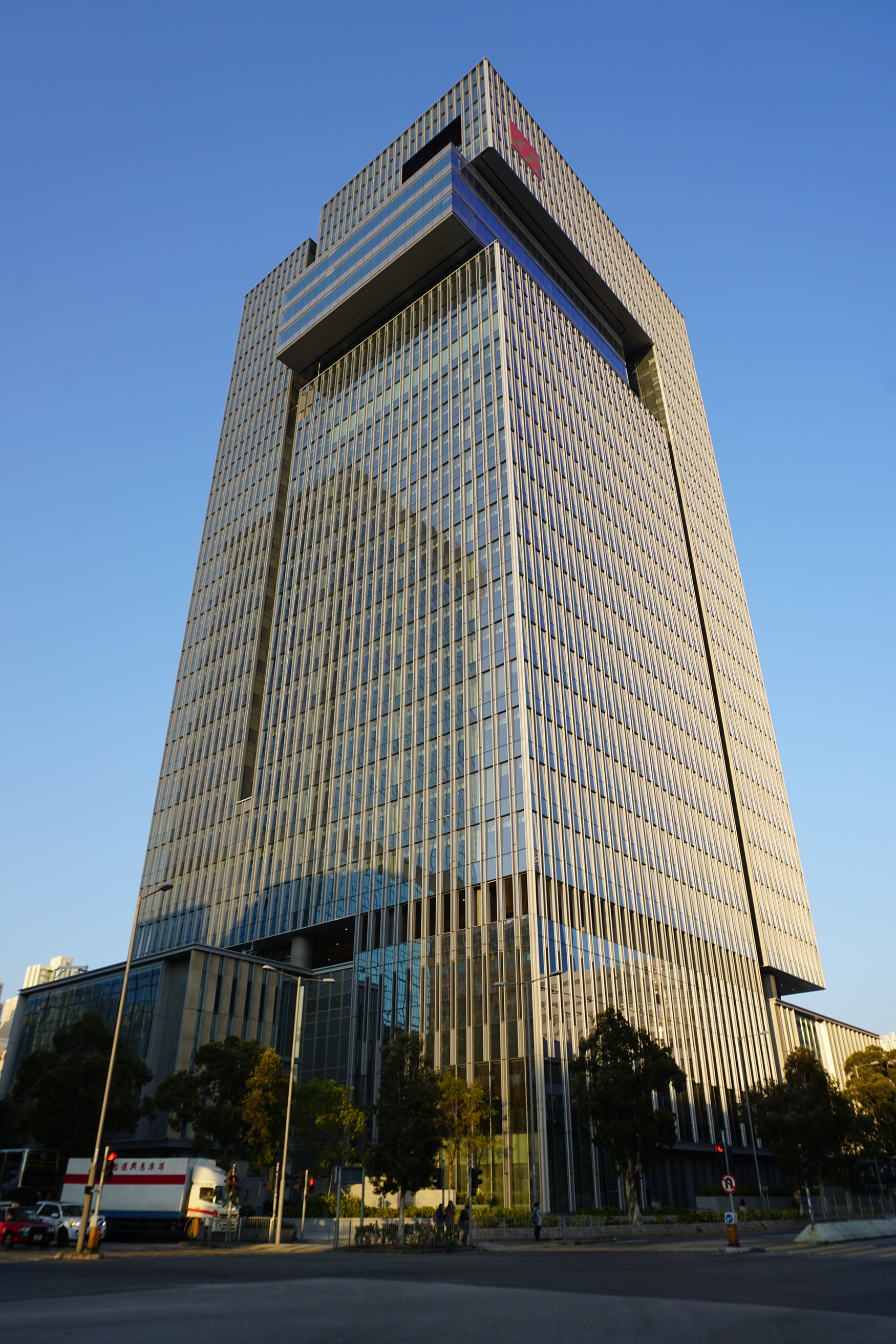
高銀金融國際中心
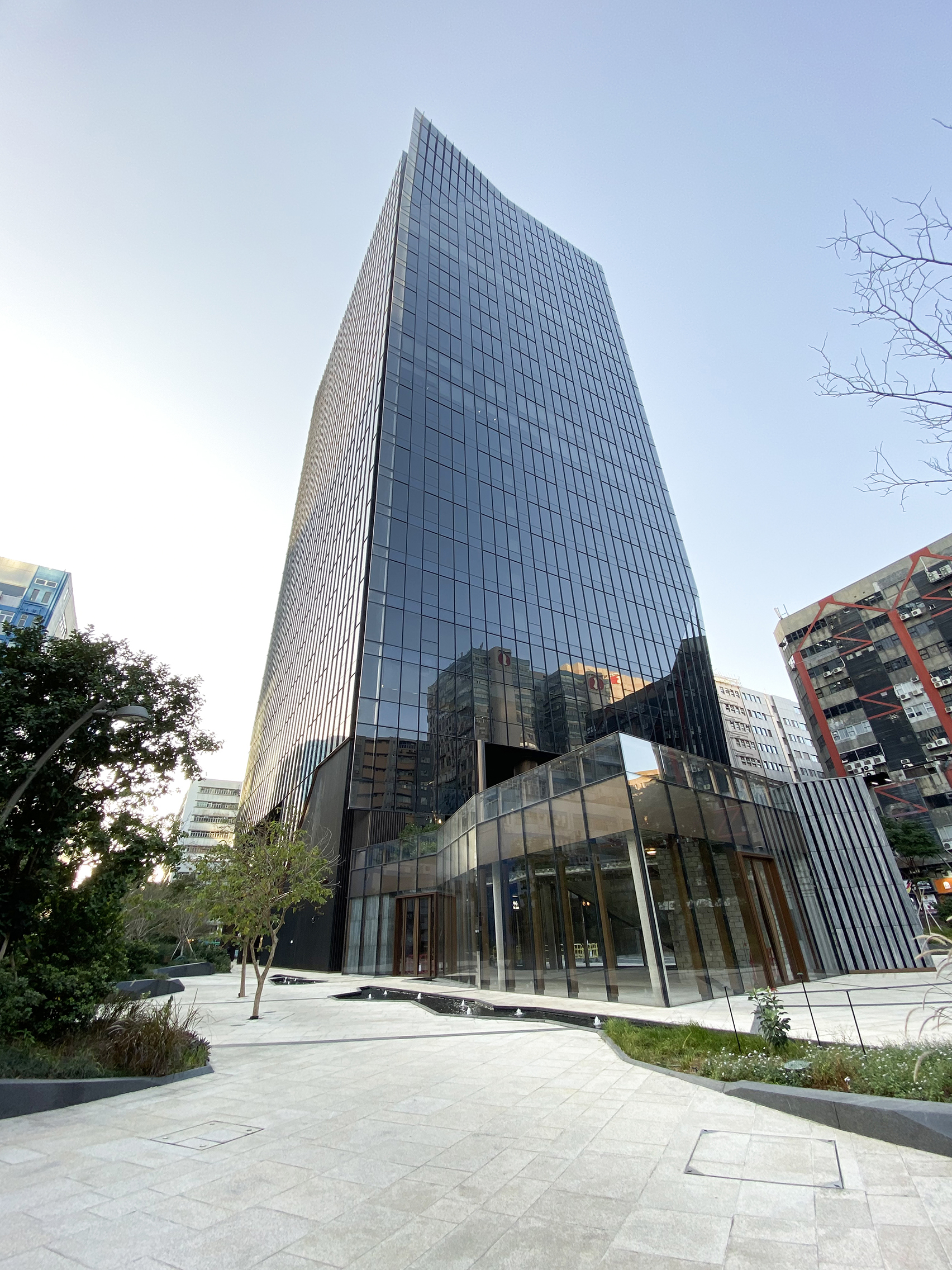
金利豐國際中心

## 交通

### 主要交通幹道
- 觀塘道
- 大老山隧道
- 觀塘繞道
- 啟德隧道

## 區議會議席分佈
為方便比較，以下列表以觀塘繞道、觀塘道、勵業街及啓德機場東面停機坪為範圍。
| 年度/範圍                          | 2000-2003                    | 2004-2007                    | 2008-2011                    | 2012-2015                    | 2016-2019                    | 2020-2023                    | 2024-2027                  |
| ---------------------------------- | ---------------------------- | ---------------------------- | ---------------------------- | ---------------------------- | ---------------------------- | ---------------------------- | -------------------------- |
| 觀塘繞道、啟祥道、觀塘道           | 啟業選區及麗晶選區           | 啟業選區及麗晶選區           | 啟業選區及麗晶選區           | 啟業選區及麗晶選區           | 啟業選區及麗晶選區           | 啟業選區及麗晶選區           | 觀塘西選區                 |
| 觀塘繞道、啟祥道、觀塘道、啟福道   | 九龍灣選區                   | 九龍灣選區                   | 九龍灣選區                   | 九龍灣選區                   | 九龍灣選區                   | 九龍灣選區                   | 觀塘西選區                 |
| 啟福道、觀塘道、勵業街、觀塘避風塘 | 九龍灣選區及部分觀塘中心選區 | 九龍灣選區及部分觀塘中心選區 | 九龍灣選區及部分觀塘中心選區 | 九龍灣選區及部分觀塘中心選區 | 九龍灣選區及部分觀塘中心選區 | 九龍灣選區及部分觀塘中心選區 | 觀塘西選區及部分觀塘中選區 |
| 啓德機場東面停機坪 （屬九龍城區）  | 啟德選區                     | 啟德選區                     | 啟德選區                     | 啟德選區                     | 啟德南選區                   | 啟德東選區                   | 九龍城北選區               |

註：以上主要範圍尚有其他細微調整，請參閱有關區議會選舉選區分界地圖。

## 參看
- 觀塘區
- 牛頭角
- 牛池灣
- 九龍街
- 九龍城區
- 都會計劃
- 保護海港條例